# Imea
Imea (in greco antico: Ὑμέης?, Hymèes; metà VI secolo a.C. – 497 a.C.) è stato un militare persiano, genero di Dario I di Persia.

## Biografia
Imea fu inviato da Dario contro gli Ioni, che si erano ribellati, e li sconfisse nei pressi di Efeso nel 499 a.C. nella battaglia di Efeso. L'anno seguente Imea conquistò la città di Cio, nella Propontide, e sottomise gli Eoli e i Gergitani; durante le operazioni contro questi ultimi, però, morì di malattia.